# Шевченківський районний суд міста Києва

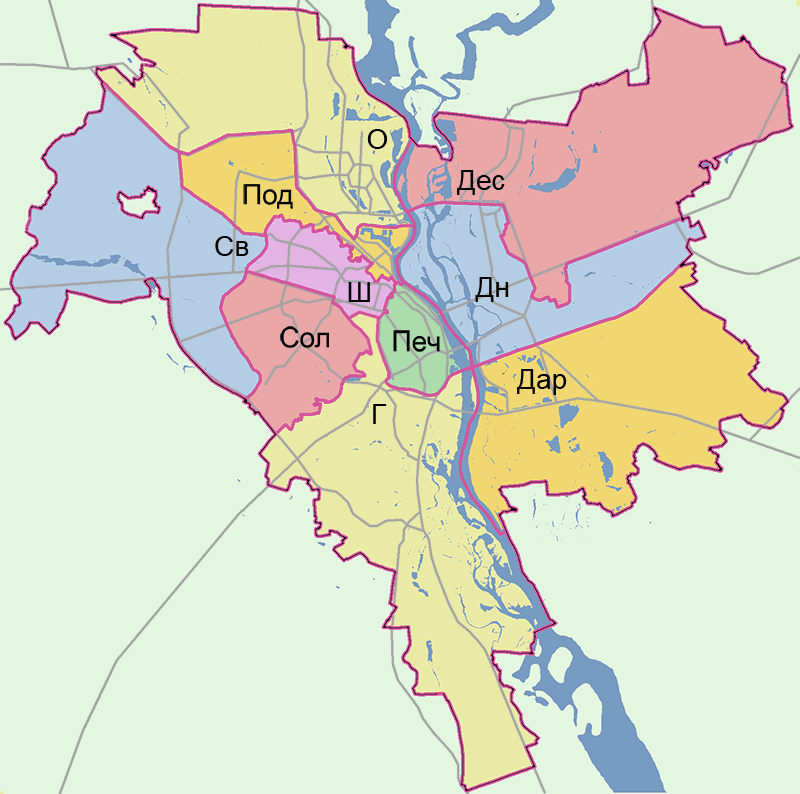
Ш — Шевченківський район

Шевченківський районний суд міста Києва — загальний суд першої інстанції, юрисдикція якого поширюється на Шевченківський район столиці України — міста Києва.
Згідно з судовою реформою, передбачається ліквідація районних судів та створення замість них окружних. 29 грудня 2017 року видано Указ Президента України, яким Шевченківський районний суд ліквідовано, а на його місці створений П'ятий окружний суд міста Києва. Проте, на даний час Указ не реалізований.

## Структура
Суд очолюється головою, який має двох заступників. Всього суддівський корпус на даний час налічує 28 суддів, із яких половина розглядають цивільні та адміністративні справи, а половина — кримінальні.
Апарат суду очолюється керівником, який має двох заступників. Крім того, до апарату входять помічники суддів, секретарі, спеціалісти, судові розпорядники та ін.
Відділи:
- документального обігу, контролю та забезпечення розгляду звернень громадян (загальна канцелярія)
- організаційного забезпечення розгляду цивільних та адміністративних справ
- організаційного забезпечення розгляду кримінальних справ
- організаційного забезпечення розгляду справ про адміністративні правопорушення
- судової статистики, узагальнення судової практики та систематизації законодавства
- кадрової роботи та управління персоналом
- архів[4][5].

## Керівництво
Голова суду — Мартинов Євген Олександрович
 Заступник голови суду — Мальцев Дмитро Олександрович
 Заступник голови суду — Циктіч Віталій Михайлович
 В.о керівника апарату — Моргун Ольга Володимирівна.

## Резонанс

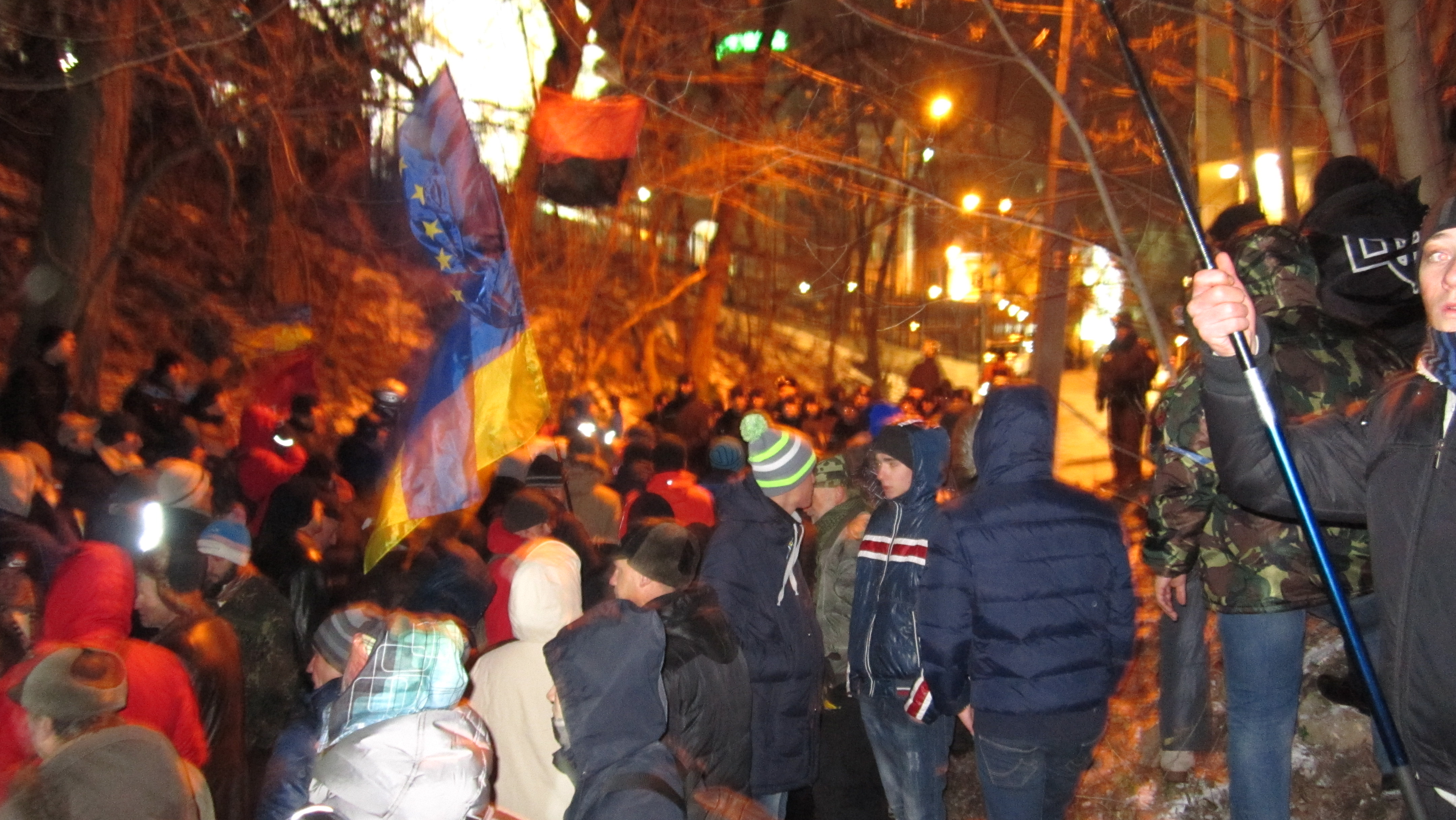
Пікетування Шевченківського суду під час Євромайдану 6 грудня 2013 р.

- 28 січня 2004 — Заборона випуску газети «Сільські вісті» (скасована апеляційним судом).
- 18 листопада 2005 — Скасування Указу Президента України Віктора Ющенка про звільнення Святослава Піскуна з посади Генпрокурора.
- Справа Рубана — Савченко (з 2018 р.)
- Справа про вбивство Катерини Гандзюк (з 2019 р.)
- Справа про захоплення державної влади колишнім президентом Януковичем (з 2014 р.)[6]
- Справа 31 серпня. 5 липня 2023 під час вибуху в суді загинув обвинувачений Ігор Гуменюк[7].

## Відомі судді цього суду
- Зубков Сергій Олександрович (Справа про вбивство судді Зубкова)
- Гулько Борис Іванович.